# Puste under vann
Puste under vann è un singolo della cantante norvegese Serlina, pubblicato il 24 marzo 2017 su etichetta discografica Universal Music Norway.

## Tracce
1. Puste under vann – 3:38